# 열세 가지 수수께끼
열세 가지 수수께끼(The Thirteen Problems) 또는 화요일 클럽의 살인은 제인 마플이 등장하는 애거사 크리스티의 추리 소설 단편집이다. 1928년 잡지 《스케치》에 연재된 단편 여섯 개로 시작되어, 1932년에 열세편을 한권의 단편집으로 출간하였다.

## 줄거리
서로 다른 계층의 여러 사람들이 화요일마다 모임을 갖고 미스터리한 범죄 사건들을 이야기하고 사건의 진실을 추리하는 이야기이다. 모든 사건들은 제인 마플 양에 의해 해결된다. 마지막에는 마을에서 실제로 살인사건이 발생하게 되는데, 이 역시 마플 양에 의해 밝혀진다.